# Editura Cartea Universitară
Editura Cartea Universitară este o editură din România, înființată în noiembrie 2002.

## Prezentare
Editura a fost acreditată de Consiliul Național al Cercetării Științifice din Învățământul Superior, începând cu anul 2003. Publică cu predilecție carte universitară: lucrări de referință și cărți de studiu în toate domeniile universitare.
Din anul 2006, prin colaborările susținute cu edituri și universități din Occident, oferă autorilor români șansa de a-și publica lucrările în străinătate, contribuind astfel la diseminarea internațională a valorilor românești.